# 内大臣府
内大臣府（ないだいじんふ）は、明治中頃から戦前昭和にかけて日本に存在した制外官の一つ。宮中にあって天皇を常侍輔弼し、宮廷の文書事務などを所管した内大臣（ないだいじん）を支える機関として1885年（明治18年）に設立され、敗戦直後の1945年（昭和20年）11月に廃止された。

## 概要
明治政府が1885年に太政官制を改め内閣制度を発足させた折、内閣を構成し国務を司る国務大臣（内閣総理大臣を含む）とは別に、明治維新時に廃止された内大臣を宮中の大臣職として復活させた。さらにその職掌を司る部局として、宮内省に内大臣官房、のちの内大臣府が新設された。内務大臣（内相）と区別する必要から、内大臣は内府（ないふ）と略称されたが、律令制時代内大臣の唐名である内府（だいふ）とは音で区別された。
明治政府下における内大臣は、親任官である宮内大臣・侍従長とともに、常に天皇の側にあって補佐（常侍輔弼）する官職であった。具体的には、御璽・国璽を保管し、詔勅・勅書その他宮廷の文書に関する事務などを所管した。また、国民より天皇に奉呈する請願を取り継ぎ、聖旨に従ってこれを処理するなど、側近としても重要な役割を果たした。
その職務や権限、天皇に助言できる範囲は、憲法学者ですら明確に定義することができないほど、非常に曖昧かつ抽象的であった。全ては天皇と就任した人物との信頼関係のみで成立するという、特殊な官職でもあった。これは当初、太政大臣を退く三条実美を処遇する名誉職としての意味合いが強かったことによる（事実、当時の宮中席次では内閣総理大臣より内大臣が上席とされた）。三条の側近だった尾崎三良は三条の就任に反対し、内大臣自体も無用の長物と断じた。しかし三条は伊藤博文に道を譲る形で宮中入りし、黒田清隆辞任後には暫定的ながら内閣総理大臣を兼任した。三条の死後は、侍従長徳大寺実則が明治天皇の崩御まで内大臣を兼務した。
若年の大正天皇の即位により、その補佐は重要課題となり、総理経験者である桂太郎が内大臣兼侍従長として宮中入りする。桂が短期間で総理に復帰すると、今度は皇族である伏見宮貞愛親王が内大臣府出仕の資格で、数年にわたって執務した。その後は元老・準元老級の政治家が、藩閥の勢力拡大や政局の思惑とも連動しながら起用された。また職務形態も常侍輔弼から、必要に応じて宮中に出仕する形態へと変わった。
さらに昭和期になると、宮内大臣から横滑りした牧野伸顕や湯浅倉平、宗秩寮総裁・内大臣秘書官長を務めた木戸幸一のように、宮務経験を経た官僚出身者の登用が目立った。さらに元老の存在感が薄くなるにつれ、元老に代わって重臣会議を主宰する形で後継首班奏薦（内閣総理大臣辞任後の後任の指名）の中心的存在となった。重臣との折衝や意見聴取を行い、さらに軍の統帥事項に関しても天皇を通して情報を得られる立場であった内大臣は、宮中のみならず府中（政府内・政局）にも影響力を及ぼし得る重職となった。
太平洋戦争敗戦後、昭和天皇の意向もあり、宮中側は内大臣と内大臣府は存続させる予定であったが、その時期すでに大日本帝国憲法が改正予定であり、新憲法に沿った皇室・宮中改革を不可避と考えた法制局との協議や、連合国軍最高司令官総司令部（GHQ）の民政局（GS）との折衝の結果、1945年11月24日、内大臣および内大臣府は廃止された。御璽・国璽の管理など本来の機能は、侍従長の直轄機関として、宮内省侍従職内記部（現・宮内庁侍従職内記係）を新設して対応した。

## 歴史
- 1885年　宮中に内大臣・内大臣秘書官および宮中顧問官を設置。
- 1897年　宮中顧問官の職掌廃止に伴い、宮中顧問官への議事総提の職務も廃止。内大臣官房を内大臣府と改称。
- 1907年　内大臣府官制制定（皇室令第4号）。
- 1940年7月　元老西園寺公望の死去により、内大臣と重臣が後継首班を協議する方式に変更、内大臣が主導的な役割を担う。
- 1945年11月　内大臣と内大臣府を廃止。

## 組織構成
内大臣府は宮内省の外局であった。そのため内大臣は「内大臣府ヲ統轄ス」（内大臣府官制第2条）とされたものの、「内大臣ハ所部職員ノ叙位叙勲其ノ他進退ニ関スル事項ニ付テハ之ヲ宮内大臣ニ移牒スヘシ」（同第3条）となっていた。
1907年、内大臣府官制制定以降の内大臣府は、計11人という少数の職員によって構成されていた。廃止されるまで、以下のような人員構成で職務を行った。
内大臣
内大臣府を統轄し、天皇に従い責任を負う。1人、親任官。
万が一、内大臣が欠けた場合、枢密院議長が臨時代理となり、天皇に侍立した（例：濱尾新・一木喜徳郎）。ただし、大山巌が在任中に死去した後の松方正義の就任時にはこの扱いはなされていない（当時の枢密院議長は山県有朋）。
秘書官長
宮内の文書を掌理する。天皇と内大臣との連絡役でもあり、時として内大臣より重要な役割を果たした。1人、勅任官。
秘書官
文書の管理や庶務を分掌する。3人、奏任官。
属
庶務を担当する。6人、判任官。
また臨時職として内大臣府御用掛があり、内大臣府廃止前に近衛文麿・佐々木惣一が大日本帝国憲法改正作業のために任じられた。

## 歴代内大臣
太字は内閣総理大臣経験者
| 歴代内大臣（近代） | 歴代内大臣（近代） | 歴代内大臣（近代） | 歴代内大臣（近代） | 歴代内大臣（近代） | 歴代内大臣（近代） | 歴代内大臣（近代）       | 歴代内大臣（近代）                           |
| 代                 | 氏名               | 氏名               | 就任日             | 退任日             | 爵位               | 就任前の官職             | 備考                                         |
| ------------------ | ------------------ | ------------------ | ------------------ | ------------------ | ------------------ | ------------------------ | -------------------------------------------- |
| 1                  |                    | 三条実美           | 1885年12月22日     | 1891年2月18日      | 公爵               | 太政大臣                 |                                              |
| 2                  |                    | 徳大寺実則         | 1891年2月21日      | 1912年8月12日      | 公爵               | 侍従長                   | 侍従長を兼任。                               |
| 3                  |                    | 桂太郎             | 1912年8月21日      | 1912年12月21日     | 公爵               | 陸軍大将、内閣総理大臣   | 侍従長を兼任。                               |
| -                  |                    | 伏見宮貞愛親王     | 1912年12月21日     | 1914年4月23日      |                    | 元帥陸軍大将             | 内大臣府出仕の資格で執務。                   |
| 4                  |                    | 大山巌             | 1914年4月23日      | 1916年12月10日     | 公爵               | 元帥陸軍大将、元老       |                                              |
| 5                  |                    | 松方正義           | 1917年5月2日       | 1922年9月18日      | 公爵               | 内閣総理大臣、元老       |                                              |
| 6                  |                    | 平田東助           | 1922年9月18日      | 1925年3月30日      | 伯爵               | 内務大臣                 |                                              |
| -                  |                    | 濱尾新             | 1925年3月30日      | 1925年3月30日      | 子爵               | 枢密院議長               | 臨時代理、即日辞任。                         |
| 7                  |                    | 牧野伸顕           | 1925年3月30日      | 1935年12月26日     | 伯爵               | 宮内大臣                 |                                              |
| 8                  |                    | 斎藤実             | 1935年12月26日     | 1936年2月26日      | 子爵               | 海軍大将、内閣総理大臣   | 二・二六事件により死去。                     |
| -                  |                    | 一木喜徳郎         | 1936年3月6日       | 1936年3月6日       | 男爵               | 枢密院議長               | 臨時代理、即日辞任。                         |
| 9                  |                    | 湯浅倉平           | 1936年3月6日       | 1940年6月1日       |                    | 会計検査院長、宮内大臣   | 唯一、華族以外からの登用（逝去直前に授爵）。 |
| 10                 |                    | 木戸幸一           | 1940年6月1日       | 1945年11月24日     | 侯爵               | 内大臣秘書官長・厚生大臣 |                                              |

## 関連文献
- 松田好史『内大臣の研究　明治憲法体制と常侍輔弼』吉川弘文館, ISBN　9784642038393。オンデマンド版 2021年11月　ISBN　9784642738392
- 松田好史「内大臣の側近化と牧野伸顕」日本歴史743、2010年4月。
- 松田好史「大正期の常侍輔弼と内大臣---新帝輔弼から元老内大臣兼任方式へ」史観163、早稲田大学史学会、2010年9月。
- 茶谷誠一『宮中からみる日本近代史』ちくま新書、2012年5月。
- 『岩波天皇・皇室辞典』原武史・吉田裕編、岩波書店、2005年3月。